# Утка (нижний приток Кети)
Утка (в верховье — Большая Утка) — река в России, протекает по Первомайскому и Верхнекетскому районам Томской области, левый приток реки Кеть. Исток находится в болотной системе Лотар на высоте 158 м над уровнем моря. Устье реки находится в 612 км от устья Кети, возле села Степановка. Высота устья — 87,2 м над уровнем моря. Длина реки составляет 160 км, площадь водосборного бассейна — 2690 км².

## Бассейн
- Малая Утка
  - 32 км: река без названия (лв)
  - Мелкий (пр)
  - 44 км: Миташкина (лв)
  - 51 км: река без названия (лв)
  - 55 км: Светлый (пр)
  - 75 км: Левая Утка (лв)
    - 5 км: река без названия (лв)

  - 96 км: Берёзовый (пр)
- Прямой (лв)
- Поперечка (лв)
- Развилок (пр)
- Аргаусова (лв)
- Болотная (пр)
- Щучья (пр)

## Данные водного реестра
По данным государственного водного реестра России относится к Верхнеобскому бассейновому округу, водохозяйственный участок реки — Кеть, речной подбассейн реки — бассейн притоков (Верхней) Оби от Чулыма до Кети. Речной бассейн реки — (Верхняя) Обь до впадения Иртыша.